# 二氯化碲
二氯化碲是一种无机化合物，是碲的一种氯化物，化学式TeCl2。

## 制备
二氯化碲可以由碲和二氟二氯甲烷反应而成。
它也可以由四氯化碲和碲反应而成。

## 性质
二氯化碲是一种黑色固体，在水中分解。它会溶解成黑色液体，气化成紫色气体。
二氯化碲可作为配体，例如在Re6Te6Cl6(TeCl2)2，TeCl2与Re原子配位。